# 皮拉西卡巴
22°43′31″S 47°38′57″W / 22.72528°S 47.64917°W

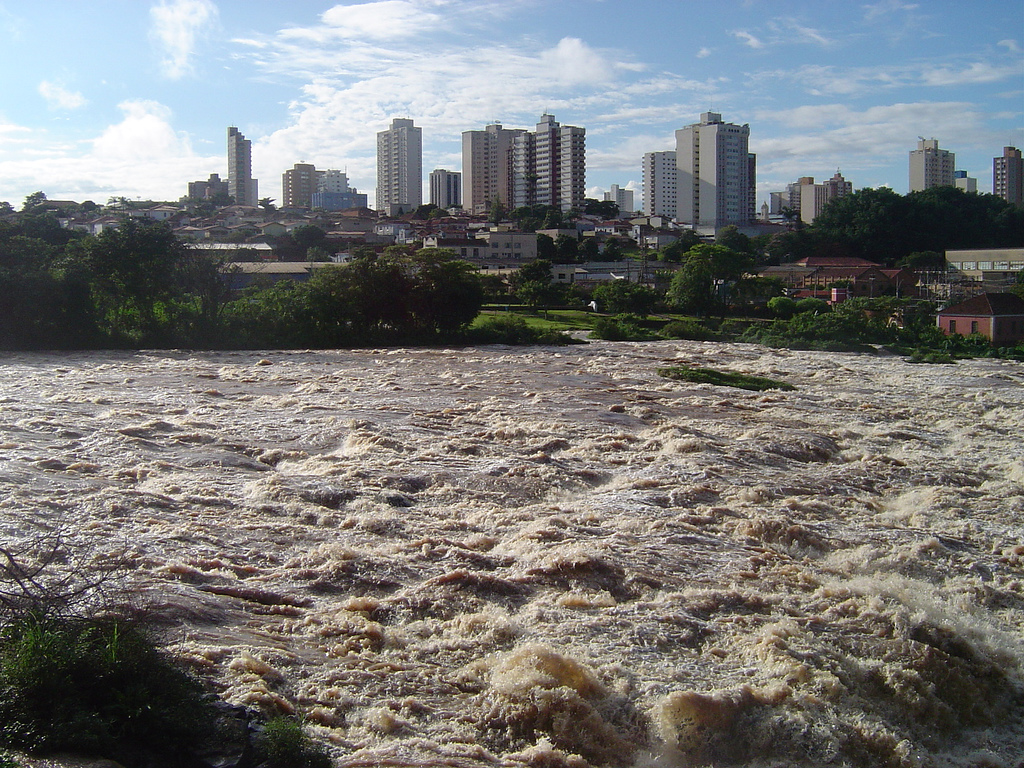
皮拉西卡巴

皮拉西卡巴（葡萄牙語：Piracicaba）是巴西的城市，位於該國東南部，距離聖保羅約164公里，由聖保羅州負責管轄，面積1,369平方公里，海拔高度547米，受熱帶氣候影響，每年平均降雨量1,230.6毫米，2011年人口367,289。